# Thập niên 700
Thập niên 700 là thập niên diễn ra từ năm 700 đến 709.